# Banchus cressonii
Banchus cressonii là một loài tò vò trong họ Ichneumonidae.